# Rolls-Royce Avon
Rolls-Royce Avon byl jednou z nejúspěšnějších konstrukcí proudového motoru firmy Rolls-Royce.
Šlo o letecký motor vyvíjený v druhé polovině 40. let 20. století. Byl vyráběn ve vysokých počtech (přes 11 000 kusů), uplatnění nalezl jak ve vojenských letounech, tak i na civilním trhu. Poháněl mj. stíhací letouny Hawker Hunter, Hawker Siddeley Sea Vixen, Supermarine Scimitar, Supermarine Swift, bombardéry English Electric Canberra a Vickers Valiant, či (ve verzi s přídavným spalováním) dvoumachový stíhací letoun English Electric Lightning — ale poháněl i civilní stroje, kupříkladu de Havilland Comet (ve verzi Comet 4) a francouzský typ Sud Aviation Caravelle.
Výroba leteckého motoru Avon skončila po 24 letech v roce 1974.

## Použití

### Vojenské letouny
- CAC Sabre
- de Havilland Sea Vixen
- English Electric Canberra
- English Electric Lightning
- Fairey Delta 2
- Hawker Hunter
- Ryan X-13 Vertijet
- Saab 32 Lansen
- Saab 35 Draken
- Supermarine Swift
- Supermarine Scimitar
- Vickers Valiant

### Civilní letouny
- de Havilland Comet
- Sud Aviation Caravelle

## Specifikace (Avon 301R)

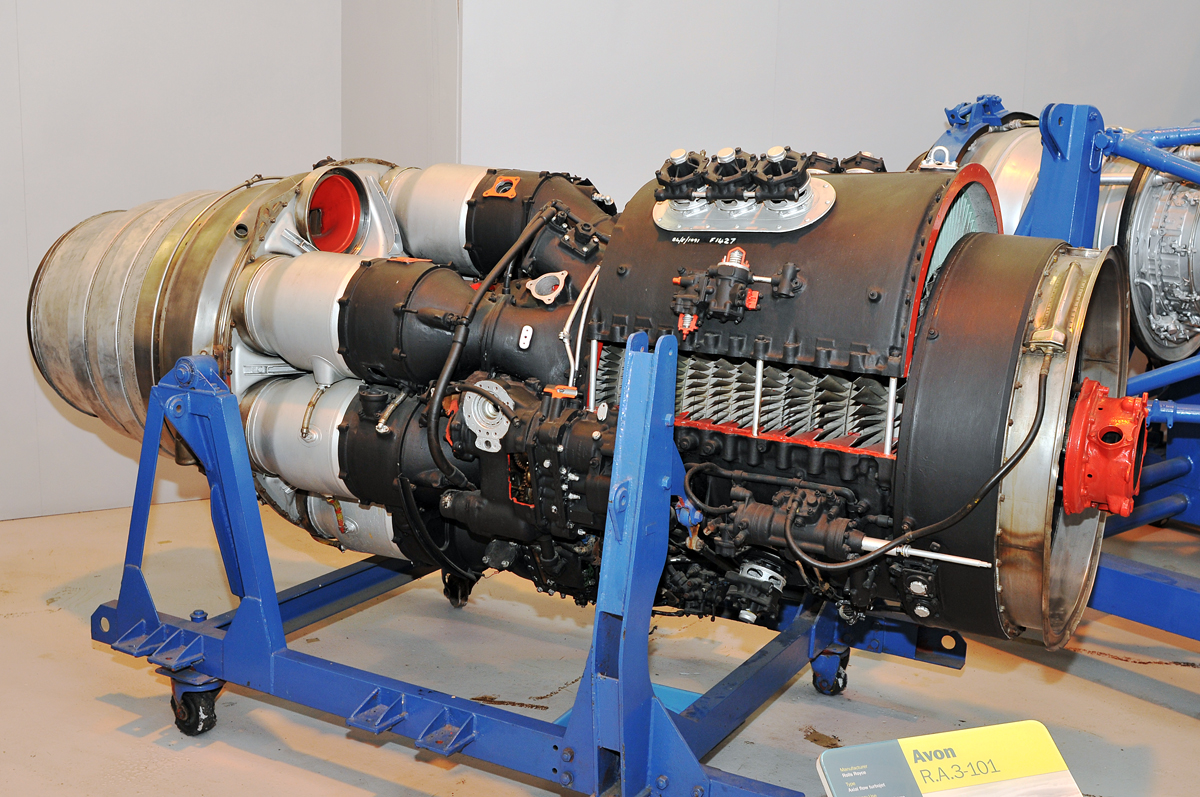
Rolls Royce Avon RA.3 Mk.101 v RAF Museum Cosford

### Technické údaje
- Typ: jednohřídelový jednoproudový turbokompresorový motor
- Průměr: 907 mm
- Délka: 3 200 mm
- Hmotnost suchého motoru: 1 310 kg

### Součásti
- Kompresor: patnáctistupňový axiální
- Spalovací komora: smíšená trubko-prstencová s osmi plamenci
- Turbína: dvoustupňová axiální

### Výkony
- Maximální tah: 56,4 kN (suchý tah), 72,8 kN s přídavným spalováním
- Celkový poměr stlačení: 7,45:1
- Měrná spotřeba paliva: 26,4 g/(kN⋅s) (suchý tah), 52,5 g/(kN⋅s) (forsáž)
- Poměr tah/hmotnost: 5,66:1 (56 N/kg)